# Temple-Laguyon
Le Temple-Laguyon redirige ici.
Temple-Laguyon (nom officiel), appelée localement Le Temple-Laguyon, est une commune française située dans le département de la Dordogne, en région Nouvelle-Aquitaine.

## Géographie

### Communes limitrophes
Temple-Laguyon est limitrophe de trois autres communes.
|             |                | Hautefort     |
| Sainte-Orse | Temple-Laguyon |               |
|             |                | Granges-d'Ans |

### Géologie et relief

#### Géologie
Situé sur la plaque nord du Bassin aquitain et bordé à son extrémité nord-est par une frange du Massif central, le département de la Dordogne présente une grande diversité géologique. Les terrains sont disposés en profondeur en strates régulières, témoins d'une sédimentation sur cette ancienne plate-forme marine. Le département peut ainsi être découpé sur le plan géologique en quatre gradins différenciés selon leur âge géologique. Temple-Laguyon est située dans le deuxième gradin à partir du nord-est, un plateau formé de roches calcaires très dures du Jurassique que la mer a déposées par sédimentation chimique carbonatée, en bancs épais et massifs.
Les couches affleurantes sur le territoire communal sont constituées  datant, de roches sédimentaires du Mésozoïque. La formation la plus ancienne, notée l1-2b, date de l'Hettangien supérieur au Sinémurien, composée de calcaires dolomitiques à la base puis calcaires graveleux bioclastiques et oolithiques. La formation la plus récente, notée AF, est constituée d'altérites de type Rouffignac, composés d'argile sableuse ferrugineuse jaune-brunâtre à rougeâtre, à graviers et silex piégés dans les paléokarst, dolines ou épandage résiduel, cuirasse ferrallitique plus ou moins pisolithique associée. Le descriptif de ces couches est détaillé dans  la feuille « no 760 - Juillac » de la carte géologique au 1/50 000 de la France métropolitaine, et sa notice associée.

Carte géologique de Temple-Laguyon.

#### Relief et paysages
Le département de la Dordogne se présente comme un vaste plateau incliné du nord-est (491 m, à la forêt de Vieillecour dans le Nontronnais, à Saint-Pierre-de-Frugie) au sud-ouest (2 m à Lamothe-Montravel). L'altitude du territoire communal varie quant à elle entre 180 mètres et 275 mètres,.
Dans le cadre de la Convention européenne du paysage entrée en vigueur en France le 1er juillet 2006, renforcée par la loi du 8 août 2016 pour la reconquête de la biodiversité, de la nature et des paysages, un atlas des paysages de la Dordogne a été élaboré sous maîtrise d’ouvrage de l’État et publié en octobre 2020. Les paysages du département s'organisent en huit unités paysagères,. La commune fait partie du Périgord central, un paysage vallonné, aux horizons limités par de nombreux bois, plus ou moins denses, parsemés de prairies et de petits champs.
La superficie cadastrale de la commune publiée par l'Insee, qui sert de référence dans toutes les statistiques, est de 2,94 km2,,. La superficie géographique, issue de la BD Topo, composante du Référentiel à grande échelle produit par l'IGN, est quant à elle de 3,04 km2.

### Hydrographie

#### Réseau hydrographique
La commune est située dans le bassin de la Dordogne au sein du Bassin Adour-Garonne. Aucun cours d'eau permanent n'est répertorié sur la commune,.

#### Gestion et qualité des eaux
Bien qu'aucun cours d'eau ne baigne la commune, celle-ci est néanmoins couverte par le schéma d'aménagement et de gestion des eaux (SAGE) « Isle - Dronne » pour les eaux de ruissellement et les eaux souterraines. Le SAGE « Isle - Dronne », dont le territoire regroupe les bassins versants de l'Isle et de la Dronne, d'une superficie de 7 500 km2, a été approuvé le 2 août 2021. La structure porteuse de l'élaboration et de la mise en œuvre est l'établissement public territorial de bassin de la Dordogne (EPIDOR). Ils définissent chacun sur leur territoire les objectifs généraux d’utilisation, de mise en valeur et de protection quantitative et qualitative des ressources en eau superficielle et souterraine, en respect des objectifs de qualité définis dans le troisième SDAGE  du Bassin Adour-Garonne qui couvre la période 2022-2027, approuvé le 10 mars 2022.

### Climat
Pour des articles plus généraux, voir Climat de la Nouvelle-Aquitaine et Climat de la Dordogne.
Historiquement, la commune est exposée à un climat océanique aquitain.  
En 2020, Météo-France publie une typologie des climats de la France métropolitaine dans laquelle la commune est exposée à un climat océanique altéré et est dans la région climatique  Ouest et nord-ouest du Massif Central, caractérisée par une pluviométrie annuelle de 900 à 1 500 mm, maximale en automne et en hiver.
Pour la période 1971-2000, la température annuelle moyenne est de 11,8 °C, avec  une amplitude thermique annuelle de 14,9 °C. Le cumul annuel moyen de précipitations est de 958 mm, avec 12,2 jours de précipitations en janvier et 7,4 jours en juillet. Pour la période 1991-2020, la température moyenne annuelle observée sur la station météorologique la plus proche, située sur la commune de Thenon à 11 km à vol d'oiseau, est de 12,9 °C et le cumul annuel moyen de précipitations est de 907,1 mm,. Pour l'avenir, les paramètres climatiques de la commune estimés pour 2050 selon différents scénarios d’émission de gaz à effet de serre sont consultables sur un site dédié publié par Météo-France en novembre 2022.

## Urbanisme

### Typologie
Au 1er janvier 2024, Temple-Laguyon est catégorisée commune rurale à habitat très dispersé, selon la nouvelle grille communale de densité à 7 niveaux définie par l'Insee en 2022.
Elle est située hors unité urbaine et hors attraction des villes,.

### Occupation des sols
L'occupation des sols de la commune, telle qu'elle ressort de la base de données européenne d’occupation biophysique des sols Corine Land Cover (CLC), est marquée par l'importance des territoires agricoles (55,9 % en 2018), en diminution par rapport à 1990 (60,5 %). La répartition détaillée en 2018 est la suivante : 
zones agricoles hétérogènes (55,9 %), forêts (44,1 %). L'évolution de l’occupation des sols de la commune et de ses infrastructures peut être observée sur les différentes représentations cartographiques du territoire : la carte de Cassini (XVIIIe siècle), la carte d'état-major (1820-1866) et les cartes ou photos aériennes de l'IGN pour la période actuelle (1950 à aujourd'hui).

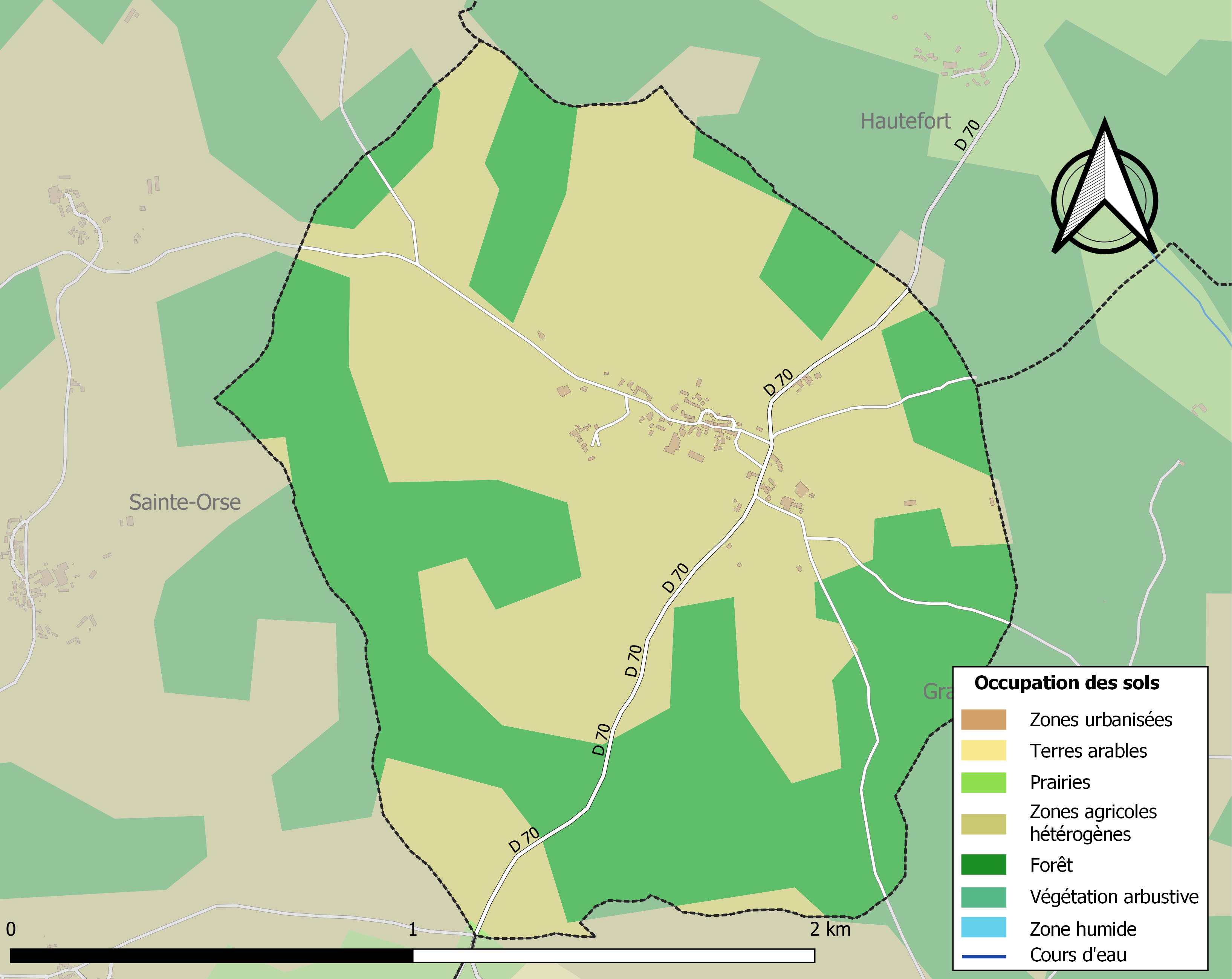
Carte des infrastructures et de l'occupation des sols de la commune en 2018 (CLC).

### Prévention des risques
Le territoire de la commune de Temple-Laguyon est vulnérable à différents aléas naturels : météorologiques (tempête, orage, neige, grand froid, canicule ou sécheresse), feux de forêts, mouvements de terrains et séisme (sismicité très faible). Un site publié par le BRGM permet d'évaluer simplement et rapidement les risques d'un bien localisé soit par son adresse soit par le numéro de sa parcelle.
Temple-Laguyon est exposée au risque de feu de forêt. L’arrêté préfectoral du 14 mars 2013 fixe les conditions de pratique des incinérations et de brûlage dans un objectif de réduire le risque de départs d’incendie. À ce titre, des périodes sont déterminées : interdiction totale du 15 février au 15 mai et du 15 juin au 15 octobre, utilisation réglementée du 16 mai au 14 juin et du 16 octobre au 14 février. En septembre 2020, un plan inter-départemental de protection des forêts contre les incendies (PidPFCI) a été adopté pour la période 2019-2029,.

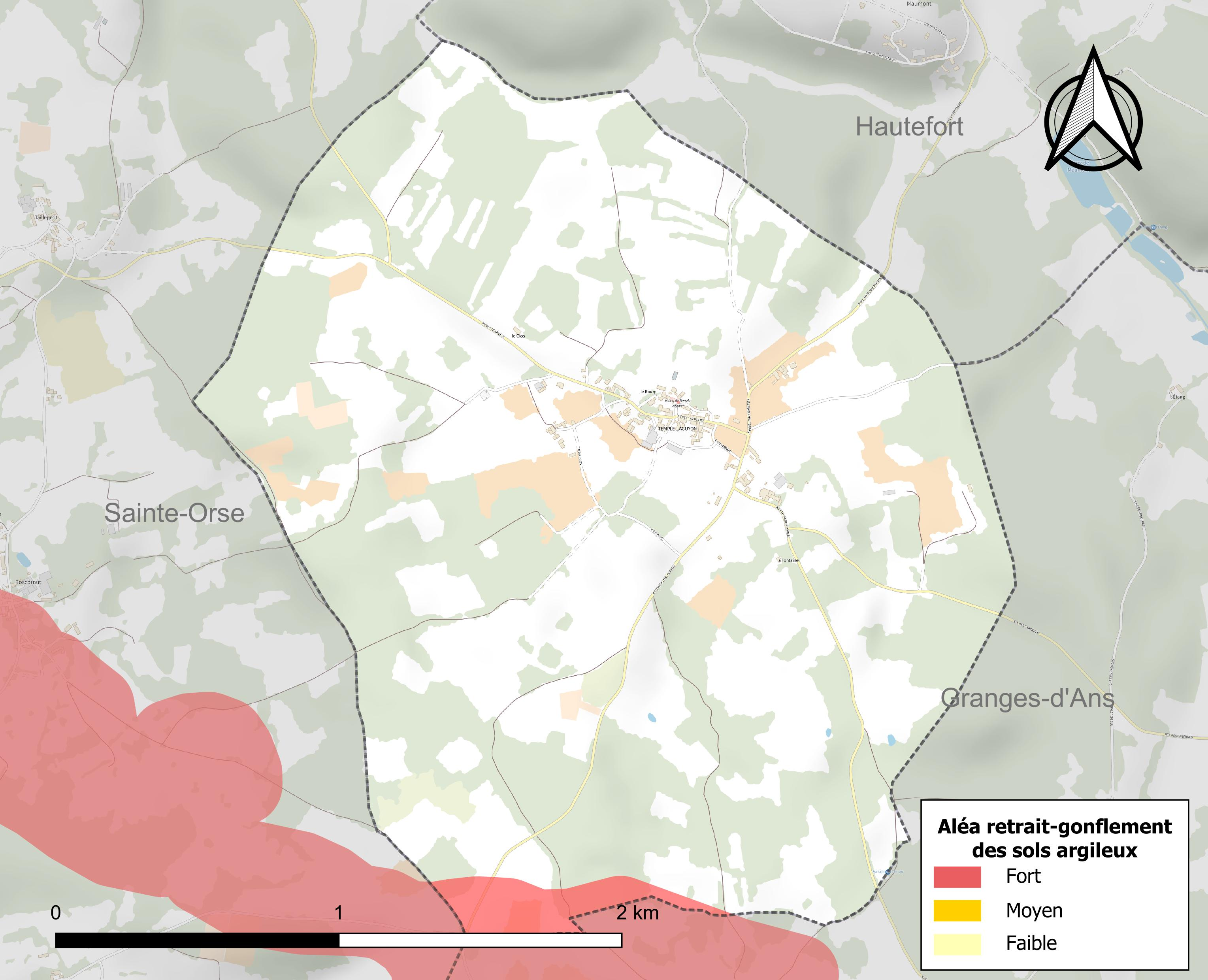
Carte des zones d'aléa retrait-gonflement des sols argileux de Temple-Laguyon.

Les mouvements de terrains susceptibles de se produire sur la commune sont des tassements différentiels. Le retrait-gonflement des sols argileux est susceptible d'engendrer des dommages importants aux bâtiments en cas d’alternance de périodes de sécheresse et de pluie. 2 % de la superficie communale est en aléa moyen ou fort (58,6 % au niveau départemental et 48,5 % au niveau national métropolitain). Depuis le 1er octobre 2020, en application de la loi ÉLAN, différentes contraintes s'imposent aux vendeurs, maîtres d'ouvrages ou constructeurs de biens situés dans une zone classée en aléa moyen ou fort,.
La commune a été reconnue en état de catastrophe naturelle au titre des dommages causés par les inondations et coulées de boue survenues en 1982 et 1999, par la sécheresse en 1992 et par des mouvements de terrain en 1999.

## Toponymie

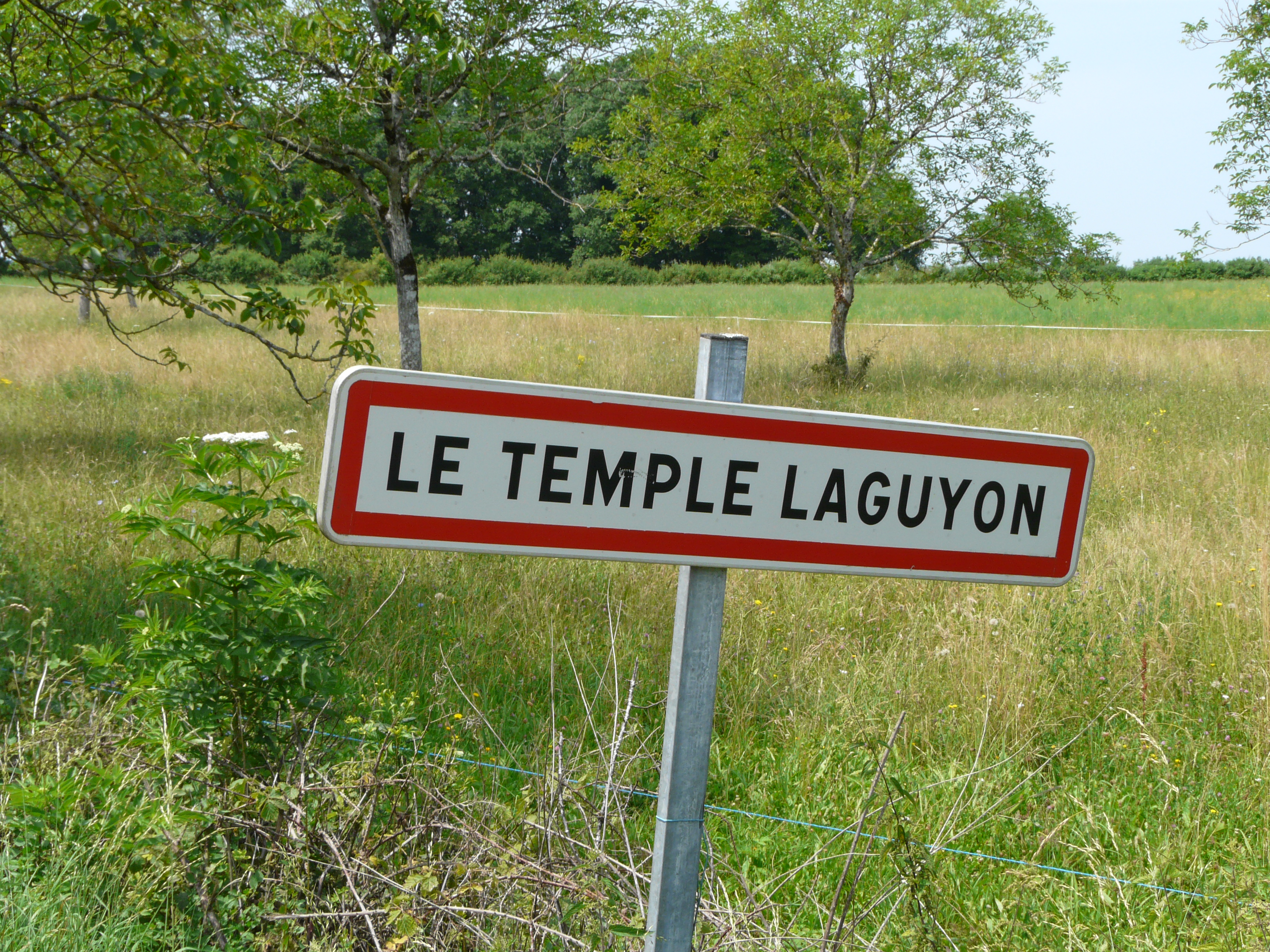
Panneau d'entrée dans le bourg.

Bien que le nom officiel de la commune soit Temple-Laguyon, elle est localement appelée Le Temple-Laguyon.
En occitan, la commune porte le nom de Lo Temple de Laguion.

## Les Templiers et les Hospitaliers
Possession de l'ordre du Temple au XIIIe siècle. L'appartenance à cet ordre est attestée en 1252 : Domus Templi de Lagueos.
Après la disparition des Templiers, Temple-Laguyon devient en 1373  Praeceptoria Templi de Laqueo de l'ordre des Hospitaliers de Saint-Jean de Jérusalem et dépendra de la commanderie de Condac.

## Politique et administration

### Rattachements administratifs et électoraux
La commune de Temple-Laguyon a, dès 1790, été rattachée au canton d'Orse qui dépendait du district d'Excideuil. Les districts sont supprimés en 1795, et le canton d'Orse en 1801. La commune est alors rattachée au canton de Hautefort, lui-même dépendant de l'arrondissement de Périgueux.
Dans le cadre de la réforme de 2014 définie par le décret du 21 février 2014, le canton de Hautefort disparaît aux élections départementales de mars 2015. La commune est alors rattachée électoralement au canton du Haut-Périgord Noir.
En 2017, Chourgnac est rattachée à l'arrondissement de Sarlat-la-Canéda,.

### Intercommunalité
Au 1er janvier 1995, Temple-Laguyon intègre dès sa création la communauté de communes du Pays de Hautefort. Celle-ci disparaît le 31 décembre 2013, remplacée au 1er janvier 2014 par une nouvelle intercommunalité élargie, la communauté de communes du Terrassonnais en Périgord noir Thenon Hautefort, renommée communauté de communes Terrassonnais Haut Périgord Noir en octobre 2021.

### Administration municipale
La population de la commune étant inférieure à 100 habitants au recensement de 2017, sept conseillers municipaux ont été élus en 2020,.

### Liste des maires

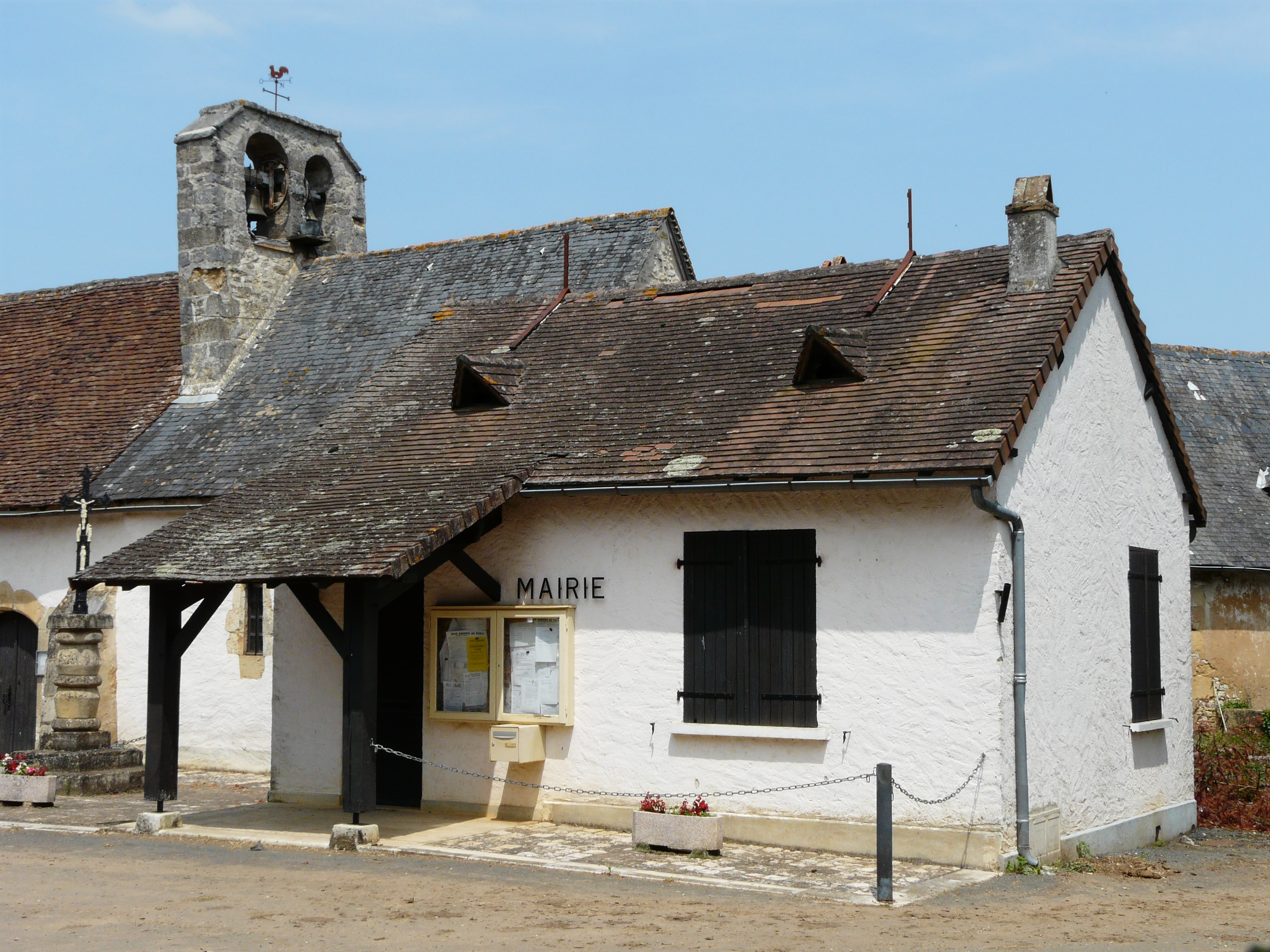
La mairie.

| Période                                  | Période   | Identité            | Étiquette | Qualité           |
| ---------------------------------------- | --------- | ------------------- | --------- | ----------------- |
| Les données manquantes sont à compléter. |           |                     |           |                   |
|                                          |           |                     |           |                   |
|                                          | 1996      | André Grand         |           |                   |
| 1996                                     | mars 2014 | Daniel Salon        | SE        | Retraité agricole |
| mars 2014 (réélu en mai 2020)            | En cours  | Jean-Michel Lagorce |           |                   |

## Équipements et services publics

### Enseignement
Début 2025, Temple-Laguyon est organisée en regroupement pédagogique intercommunal (RPI) avec onze autres communes au niveau des classes de primaire.
- Cherveix-Cubas accueille les enfants en cours moyen 2e année.
- Hautefort dispose de quatre autres classes, depuis l'école maternelle jusqu'au cours moyen 1re année.

### Justice
En 2023, dans le domaine judiciaire, Temple-Laguyon relève : 
- du tribunal judiciaire, du tribunal pour enfants, du conseil de prud'hommes et du tribunal de commerce de Périgueux ;
- du pôle Nationalité du tribunal judiciaire de Périgueux (compétent uniquement dans le domaine de la nationalité) ;
- de la cour d'appel, du tribunal administratif et de la  cour administrative d'appel de Bordeaux.

## Population et société

### Démographie
L'évolution du nombre d'habitants est connue à travers les recensements de la population effectués dans la commune depuis 1793. Pour les communes de moins de 10 000 habitants, une enquête de recensement portant sur toute la population est réalisée tous les cinq ans, les populations de référence des années intermédiaires étant quant à elles estimées par interpolation ou extrapolation. Pour la commune, le premier recensement exhaustif entrant dans le cadre du nouveau dispositif a été réalisé en 2005.

En 2022, la commune comptait 35 habitants, en évolution de −14,63 % par rapport à 2016 (Dordogne : +0,37 %, France hors Mayotte : +2,11 %).
| 1793 | 1800 | 1806 | 1821 | 1831 | 1836 | 1841 | 1846 | 1851 |
| ---- | ---- | ---- | ---- | ---- | ---- | ---- | ---- | ---- |
| 179  | 120  | 147  | 170  | 180  | 186  | 192  | 216  | 212  |

| 1856 | 1861 | 1866 | 1872 | 1876 | 1881 | 1886 | 1891 | 1896 |
| ---- | ---- | ---- | ---- | ---- | ---- | ---- | ---- | ---- |
| 222  | 200  | 189  | 177  | 184  | 198  | 195  | 189  | 180  |

| 1901 | 1906 | 1911 | 1921 | 1926 | 1931 | 1936 | 1946 | 1954 |
| ---- | ---- | ---- | ---- | ---- | ---- | ---- | ---- | ---- |
| 158  | 163  | 142  | 116  | 116  | 109  | 92   | 88   | 66   |

| 1962 | 1968 | 1975 | 1982 | 1990 | 1999 | 2005 | 2006 | 2010 |
| ---- | ---- | ---- | ---- | ---- | ---- | ---- | ---- | ---- |
| 64   | 58   | 54   | 52   | 47   | 43   | 41   | 41   | 46   |

| 2015 | 2020 | 2022 | - | - | - | - | - | - |
| ---- | ---- | ---- | - | - | - | - | - | - |
| 41   | 36   | 35   | - | - | - | - | - | - |

## Économie

### Emploi
En 2015, parmi la population communale comprise entre 15 et 64 ans, les actifs représentent seize personnes, soit 39,0 % de la population municipale. Le nombre de chômeurs (un) a augmenté par rapport à 2010 (zéro) et le taux de chômage de cette population active s'établit à 6,3 %.

### Établissements
Au 31 décembre 2015, la commune compte six établissements, dont deux dans l'agriculture, la sylviculture ou la pêche, deux au niveau des commerces, transports ou services, un dans la construction, et un relatif au secteur administratif.

## Culture locale et patrimoine

### Lieux et monuments
L'église Saint-Jean-Baptiste du XIIIe siècle est d'architecture templière. Au plafond, une peinture représente un œil inscrit dans un triangle.

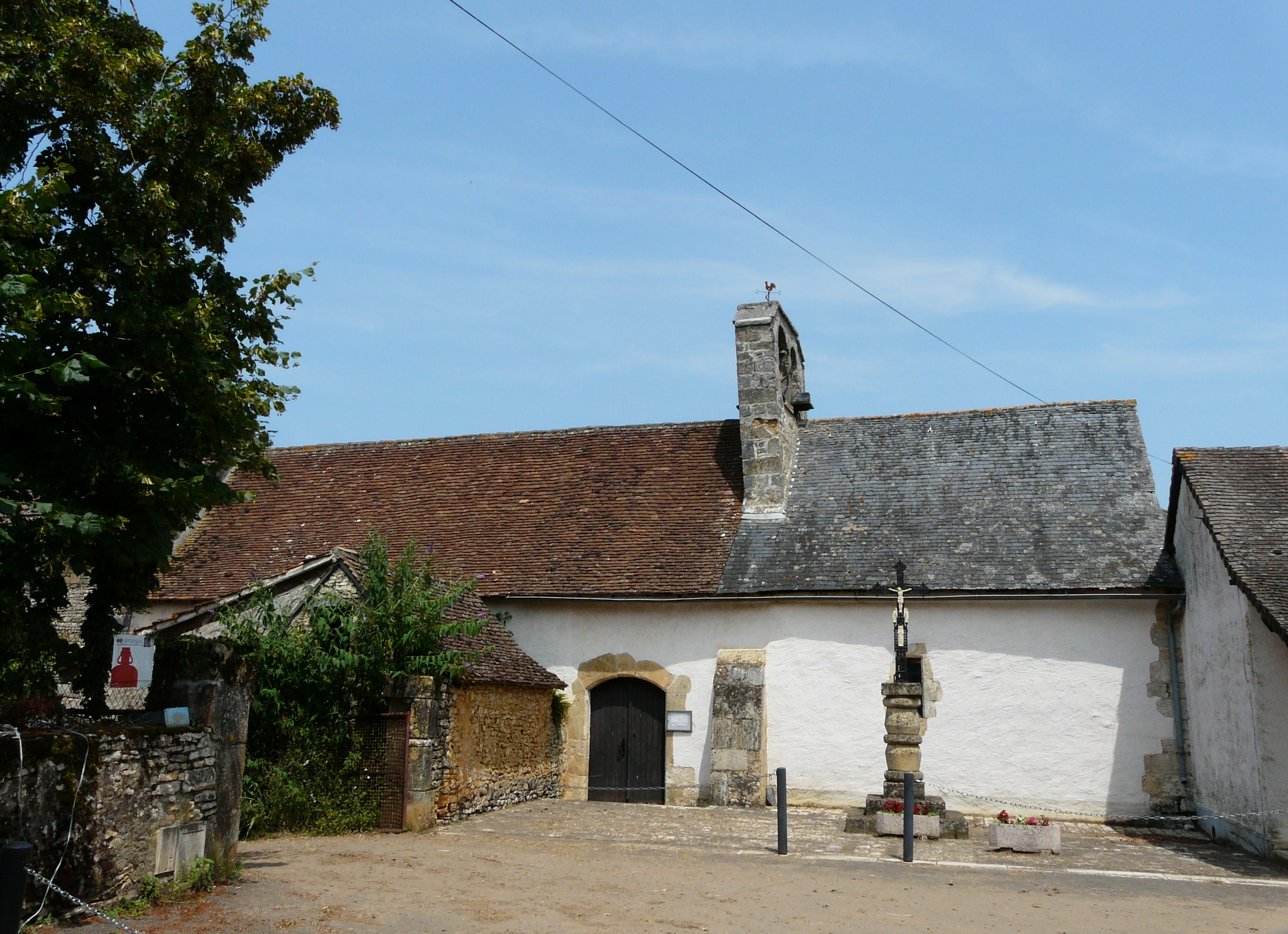
L'église saint-Jean-Baptiste.
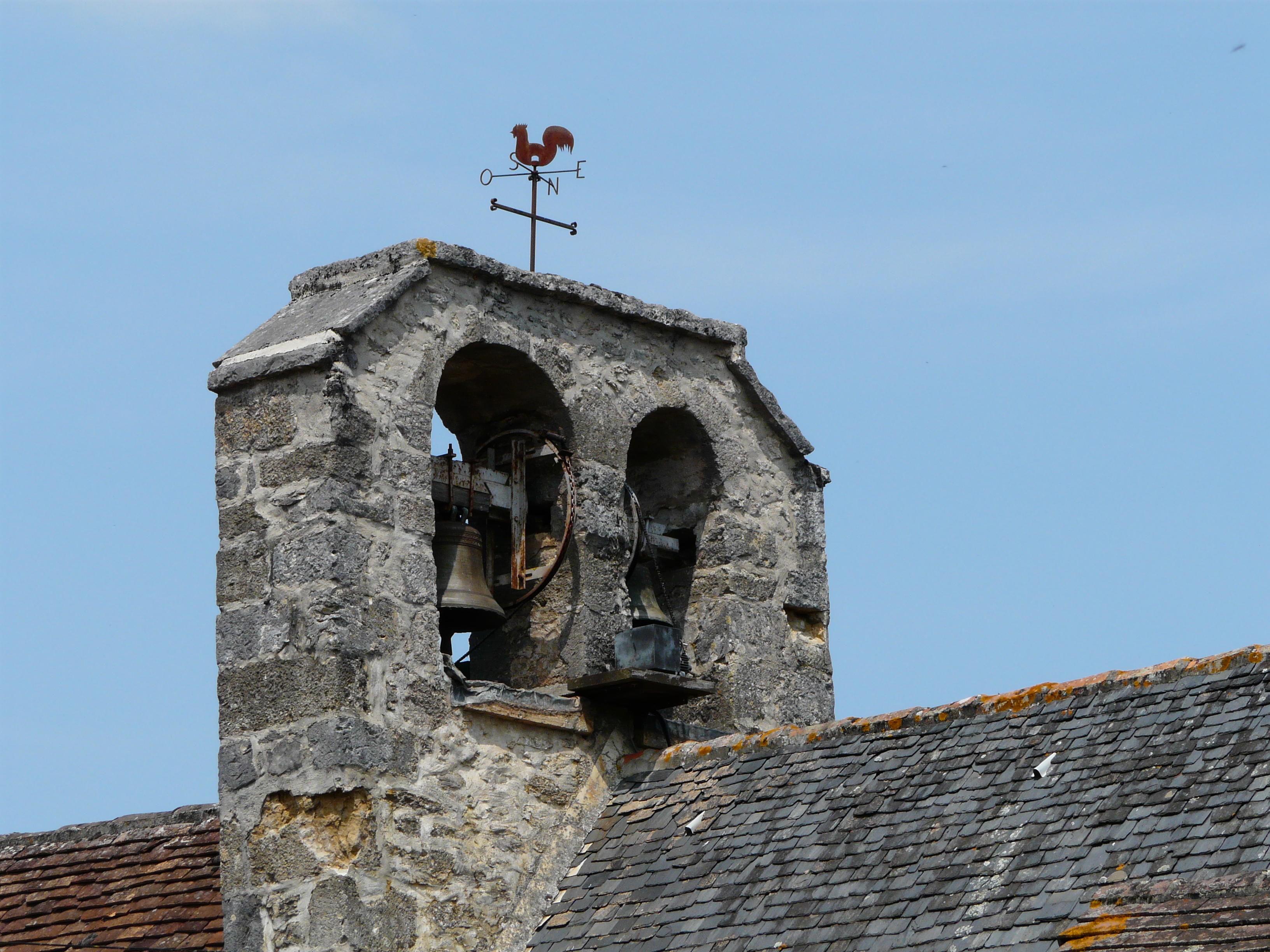
Son clocher-mur.
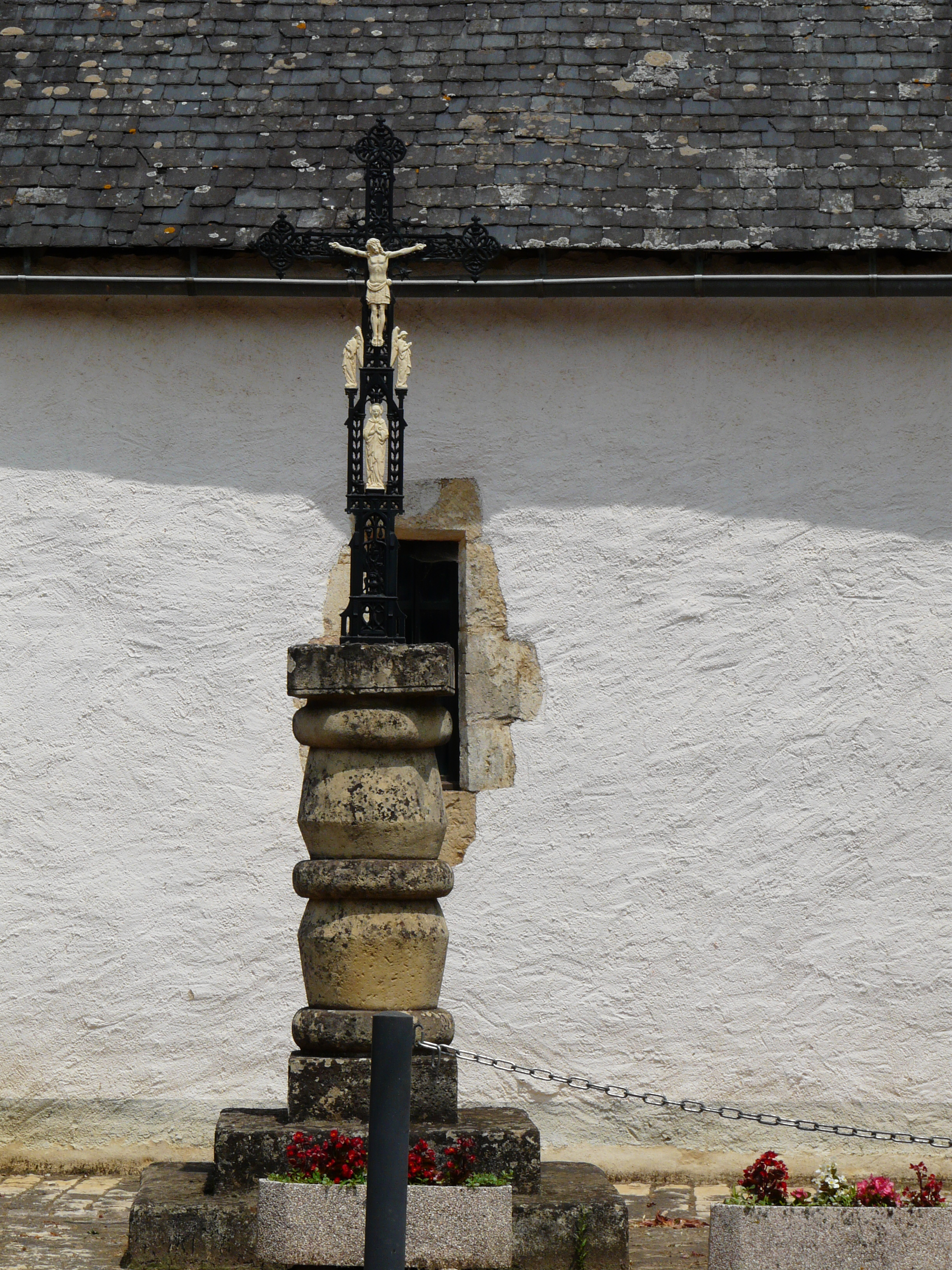
Crucifix à l'extérieur de l'église.

## Pour approfondir